# تل دير زنون
تل دير زنون (Tell Derzenoun) هو موقع أثري يقع على بعد 3 كم جنوب شرق تل بر إلياس في محافظة البقاع. تشير تواريخ الحفريات أن الموقع يعود على الأقل إلى العصر الحجري الحديث.

## الموقع
يقع على بعد 3كم جنوب شرق بلدة بر إلياس الأثري. في منطقة سهل البقاع.
وهو قريب جدا من موقع تل بر إلياس من العصر البرونزي، في محافظة البقاع اللبنانية التي تضم عدة عشرات من المواقع والتلال الأثرية القديمة، والتي تعود للعصر الحجري والبرونزي.

## الحفريات
سجلت أول تواريخ بداية الحفريات في سنوات 1933, 1954, 1955, 1957.
وقد قام بها فريق متخصص من علماء الآثار،
وهم الأثريو: أ. جيركو، شيفير، أ.كوشك، لورين كوبلاند، بيتر ج. ويسكومب.

## ماذا يعني مصطلح «تل» الذي رُبط بموقع «تل دير زنون» من الناحية الأركيولوجية
وتعني كلمة تل في القاموس الأركيولوجي (علم الآثار), نقلاً عن أصله العربي (تل أو تلة)، ويكتب في (الإنجليزية بصيغتين: tell أو tel) واصطلح في القاموس الأركيولوجي لعلم الآثار أخذا عن مصطلح تل أو تلة باللغة العربية، نظرا لكثرة وجود التلال الأثرية في مناطق الدول العربية بالشام والعراق وتركيا الأناضول وإيران،
والتلة الأثرية تكون عبارة عن تلة صناعية تتكون من المخلفات والبقايا المتراكمة للأشخاص الذين عاشوا في نفس الموقع لآلاف السنين.
تبدو التلة الكلاسيكية مثل مخروط منخفض، مُشذب والجانبين منحدرين، ويمكن أن تصل إلى 30 متراً.
ترتبط التلال الأكثر شيوعاً بعلم «آثار الشرق الأدنى القديم» خصوصا، ولكنها توجد أيضاً في أماكن أخرى، مثل آسيا الوسطى وأوروبا الشرقية  وغرب إفريقيا واليونان. في الشرق الأوسط تتركز في المناطق الأقل جفافاً، بما في ذلك بلاد ما بين النهرين العليا وبلاد الشام، وإيران ومنطقة الأناضول في تركيا.